# Psilota nigripilosa
Psilota nigripilosa är en tvåvingeart som beskrevs av Tokuichi Shiraki 1968. Psilota nigripilosa ingår i släktet sotblomflugor, och familjen blomflugor. Inga underarter finns listade i Catalogue of Life.